# Hiroaki Zakōji
Hiroaki Zakōji (jap. 座光寺公明 Zakōji Hiroaki; ur. 20 stycznia 1958 w Tokio, zm. 29 stycznia 1987 tamże) – japoński kompozytor i pianista.
Uczył się kompozycji u Masanobu Kimury, kiedy był studentem szkoły średniej na Hokkaido. Studiował następnie w Instytucie Sztuki Uniwersytetu Nihon w Tokio. Uczył się kompozycji u Kiyohiko Kijimy i gry na pianinie u Midori Matsuya.
W 1982 zorganizował Tokio Shin-Wagaku Consort gdzie grał swoje utwory jak również innych współczesnych kompozytorów.
W 1984 zagrał współczesne utwory japońskie w Bazylei w Szwajcarii. W 1985 został zaproszony przez IGNM - Internationale Gesellschaft für Neue Musik - i zagrał swoje Piano Piece/op28/ w Bazylei. W kwietniu 1986 wrócił do Szwajcarii, gdzie skomponował i zagrał swoje Piano Piece III /op36/ w Arleshein, w pobliżu Bazylei. Był również w Hiszpanii i Danii. Kompozycja II /opII/ i Kompozycja III /op13/ były nadawane przez hiszpańskie radio. W czerwcu 1986 był jednym z finalistów na Buddyjskim Konkursie Muzycznym w Tokio i jego kompozycja /op18/ została po raz pierwszy wykonana przez Tokijską Orkiestrę Symfoniczną, dyrygowaną przez Hiroyuki Iwaki. 
Zmarł kilka dni po swoich urodzinach na niewydolność serca. W swoim krótkim życiu skomponował 38 utworów.